# Sri Lanka aux Jeux olympiques d'été de 2008
Le Sri Lanka participe aux Jeux olympiques d'été de 2008 à Pékin.

## Athlètes engagés

### Boxe
Le Sri Lanka a qualifié un boxeur pour le tournoi olympique de boxe.
- Anurudha Rathnayake

| Athlète              | Catégorie             | 16e de finale       | 8e de finale        | Quart de finale     | Demi-finale         | Finale              |
| Athlète              | Catégorie             | Adversaire Résultat | Adversaire Résultat | Adversaire Résultat | Adversaire Résultat | Adversaire Résultat |
| -------------------- | --------------------- | ------------------- | ------------------- | ------------------- | ------------------- | ------------------- |
| Anuruddha Rathnayake | Poids mouches (-51Kg) | Vieira Défaite 3-13 | -                   | -                   | -                   | -                   |

### Tir
Sri Lanka a qualifié un tireur pour le tournoi olympique de tir.
- Edirisinghe Senanayake

| Athlète                | Compétition           | Points | Place |
| ---------------------- | --------------------- | ------ | ----- |
| Edirisinghe Senanayake | Finale 10m Air Pistol | 561.0  | 47e   |
| -                      | Finale 50m Pistol     | 545.0  | 35e   |

### Badminton
Sri Lanka a qualifié son premier joueur de badminton pour le tournoi olympique. Thilini Jayasinghe s'est qualifié dans le tournoi simple féminin.
| Athlète            | Tour     | Adversaire Score                               | Classement  |
| ------------------ | -------- | ---------------------------------------------- | ----------- |
| Thilini Jayasinghe | 1er tour | Ngoc Nguyen Nhung Le [25] Défaite 13-21, 12-21 | Non-classée |

### Athlétisme
Susanthika Jayasinghe et Nadeeka Lakmali ont été sélectionnées pour représenter le Sri Lanka aux Jeux olympiques 2008 à Pékin.

#### Femmes
| Épreuve           | Athlète               | Séries   | Séries | Quarts de finale | Quarts de finale | Demi-finales | Demi-finales | Finale   | Finale |
| Épreuve           | Athlète               | Résultat | Rang   | Résultat         | Rang             | Résultat     | Rang         | Résultat | Rang   |
| ----------------- | --------------------- | -------- | ------ | ---------------- | ---------------- | ------------ | ------------ | -------- | ------ |
| 200 mètres        | Susanthika Jayasinghe | 23.04    | 2e Q   | 22.94            | 3e Q             | 22.98        | 7e           | -        | -      |
| Lancer du javelot | Nadeeka Lakmali       | 54,28m   | 23e    | -                | -                | -            | -            | -        | -      |

### Natation
Mayumi Raheem et Daniel Lee ont été sélectionnés pour représenter le Sri Lanka aux Jeux olympiques 2008 à Pékin.

### Haltérophilie
Hommes
| Athlète            | Tournoi | Arraché  | Arraché | Epaulé-jeté | Epaulé-jeté | Total | Rang |
| Athlète            | Tournoi | Résultat | Rang    | Résultat    | Rang        | Total | Rang |
| ------------------ | ------- | -------- | ------- | ----------- | ----------- | ----- | ---- |
| Chinthana Vidanage | -69 kg  | 128      | 24      | 165         | 16          | 293   | 16   |

## Liste des médaillés

### Médailles d'Or
| Sport            | Discipline | Sportifs | Performance |
| Médailles d'or : |            |          |             |

### Médailles d'Argent
| Sport                | Discipline | Sportifs | Performance |
| Médailles d'argent : |            |          |             |

### Médailles de Bronze
| Sport                 | Discipline | Sportifs | Performance |
| Médailles de bronze : |            |          |             |